# Шаре (Вијена)
Шаре (фр. Charrais) насеље је и општина у западној Француској у региону Поату-Шарант, у департману Вијена која припада префектури Поатје.
По подацима из 2011. године у општини је живело 1025 становника, а густина насељености је износила 70,06 становника/km². Општина се простире на површини од 14,63 km². Налази се на средњој надморској висини од 132 метара (максималној 137 m, а минималној 98 m).

## Демографија
| 1962. | 1968. | 1975. | 1982. | 1990. | 1999. | 2011. |
| ----- | ----- | ----- | ----- | ----- | ----- | ----- |
| 429   | 450   | 463   | 557   | 621   | 674   | 1.025 |

График промене броја становника у току последњих година